# Лилейные
Лиле́йные, или Лилиевые (лат. Liliaceae) — семейство однодольных растений порядка Лилиецветные (Liliales). Представители семейства распространены почти по всему земному шару; для них характерны длинные линейные листья и образование запасающих органов — корневищ, луковиц и клубнелуковиц. Многие виды — популярные декоративные красивоцветущие растения.
Общее число родов (по состоянию на 2020 год) — 15, общее число видов — от 600 до 700.

## Ботаническое описание
Травы, в основном — многолетние, реже — кустарники или деревья.
Листья всегда цельные, без прилистников и только по исключению с черешками.
Надземный побег в большинстве случаев простой (то есть не имеющий разветвлений). Подземный побег обычно видоизменённый, имеющий вид корневища, луковицы или клубнелуковицы, посредством которых растения сохраняются во время холодов или засухи (в жарких странах).
Цветки обоеполые, правильные или слегка развитые сильнее в одну сторону, чем в другую, то есть двусимметричные. Околоцветник нежный, ярко окрашенный. Число 3 сохраняется во всех пяти кругах, так что число частей околоцветника и тычинок 6. Завязь верхняя, редко полунижняя; в её трёх гнёздах по многу или по нескольку семяпочек, превращающихся в белковые семена.
Формула цветка: {\displaystyle \ast P_{3+3}\;A_{3+3}\;G_{({\underline {3}})}}.
Плод — трёхгнёздая коробочка, лопающаяся при созревании на три створки, либо ягода.
Большинство растений данного семейства имеют специфический запах при цветении.

## Распространение и экология
Представители семейства распространены повсюду, но больше всего в тёплых странах, меньше — между тропиками, ещё меньше в странах холодных и высоко нагорных.

## Хозяйственное значение и применение
Многие представители семейства Лилейные составляют издавна украшение садов (тюльпаны, лилии, рябчики).

## Таксономия
Подсемейство собственно лилейные (Lilioideae) имеет 11 родов (примерно 470 видов), относящихся к 4 трибам. Представители подсемейства встречаются только в северном полушарии. Луковицы у них составлены низовыми чешуями, так как базальные листья отсутствуют, за исключением рода Кардиокринум и нескольких видов лилий. Цветоносный стебель облиственный.

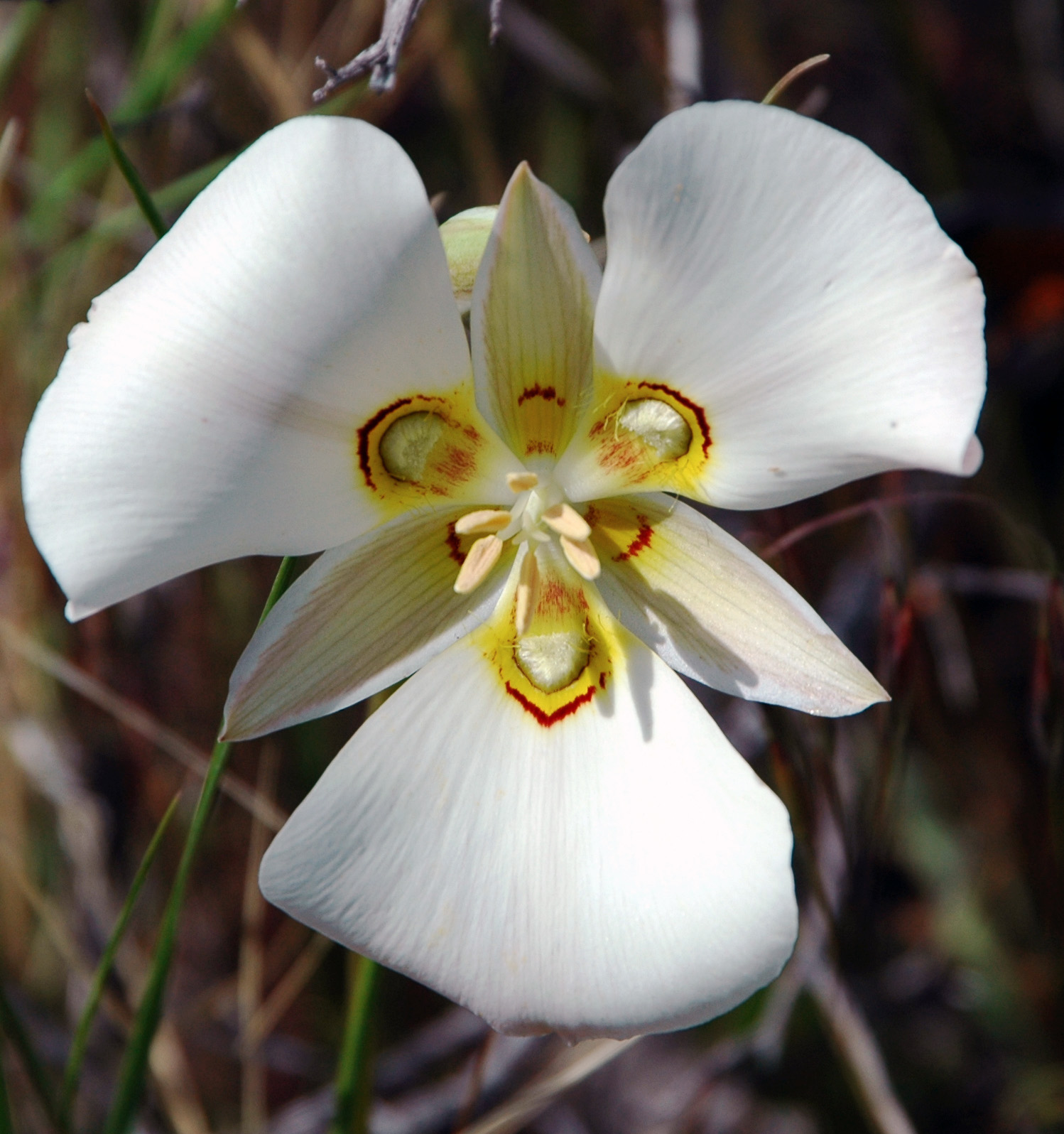
Калохортус Натолла

Сегменты околоцветника свободные, пыльники прикреплены спинкой, качающиеся (триба лилейных) или прикреплены основанием, вращающиеся вокруг оси (трибы тюльпановых и гейджиевых). Нити тычинок свободные. Семена обычно плоские. Из анатомических признаков характерно отсутствие угловых клеток эпидермы. Рафиды оксалата кальция отсутствуют. Характерно наличие алкалоидов, и по химическому составу эта группа гомогенная (К. Вильямс, 1975). Однородность группы подтверждается и серологическими данными (В. С. Чупов и Н. Г. Кутявина, 1980).
Триба лилейных (Lilieae) объединяет 5 родов, центром развития которых является Восточная Азия. Здесь целиком сосредоточены древние роды кардиокринум и номохарис (Nomocharis), а также наиболее древние представители родов лилия (Lilium), нотолирион (Notholirion) и рябчик. В Восточной Азии сохранились промежуточные звенья между родами — виды с признаками обоих родов. У представителей трибы лилейных луковицы составлены незамкнутыми низовыми (кроме родов кардиокринум и нотолирион) чешуями, специализированных покровных чешуй нет. Коробочка прямостоячая, семена плоские, дисковидные, с крыловидной каймой, распространяемые по способу баллистов.
Род кардиокринум (Cardiocrinum) насчитывает 3—4 вида, произрастающих в Гималаях, Китае и в Японии. Ранее его рассматривали как секцию или подрод рода лилия, однако совершенно отличный жизненный цикл, иное строение луковицы, черешковые сердцевидные листья с сетчатым жилкованием и несколько зигоморфные цветки подтверждают его родовую самостоятельность. Эти травы высотой 1,5—4 м являются монокарпиками, то есть цветут и плодоносят единственный раз, после чего все растение отмирает.

### Классификация
Таксономия этого семейства многократно пересматривалась, многие растения, ранее входившие в Лилейные, теперь относят к другим семействам, в том числе к Amaryllidaceae, Asparagaceae, Asphodelaceae, Colchicaceae, Melanthiaceae, Nartheciaceae, Smilacaceae, Tecophilaeaceae и Tofieldiaceae.

### Исторические сведения о классификации
По Бентаму и Гукеру (XIX век) это семейство разделялось на 3 ряда, соответствующие приблизительно подсемействам других авторов (Например: Calochortoideae — Lilioideae — Medeoloideae).

### Роды
Список основан на базе данных Королевских ботанических садов в Кью (2006 год):
- Amana Honda
- Calochortus Pursh — Калохортус
- Cardiocrinum (Endl.) Lindl. — Кардиокринум
- Clintonia Raf. — Клинтония
- Erythronium L. — Кандык
- Fritillaria Tourn. ex L. — Рябчик
- Gagea Salisb. — Гусиный лук
- Lilium Tourn. ex L. typus — Лилия
- Lloydia Salisb. ex Rchb. — Ллойдия
- Medeola Gronov. ex L.
- Nomocharis Franch. — Номохарис
- Notholirion Wall. ex Boiss. — Нотолирион
- Prosartes D.Don
- Scoliopus Torr.
- Streptopus Michx.
- Tricyrtis Wall. — Трициртис
- Tulipa L. — Тюльпан